# Gus Van Sant
Gus Van Sant (Louisville, Kentucky, 24 de juliol de 1952) és un director i guionista de cinema estatunidenc, i també productor, actor i muntador.
La majoria de les seves obres se situen en l'anomenat «cinema social». Van Sant és gai, i a les seves pel·lícules tracta sovint la temàtica homosexual i la d'altres grups marginalitzats. Ha guanyat diversos premis, que inclouen la Palma d'Or i el premi a la millor direcció al Festival Internacional de Cinema de Canes per Elephant, en l'edició de 2003.

## Biografia
És fill de Betty Seay i Gus Green Van Sant, que es treballava en el sector del màrqueting d'empreses tèxtils.
Ja de ben petit va interessar-se en el cinema i va començar a elaborar pel·lícules casolanes. Va ingressar a l'Escola de Disseny de Rhode Island amb la intenció de convertir-se en pintor. Durant la dècada del 1980 va rodar els seus primers curtmetratges.

## Filmografia principal
| Any  | Pel·lícula                                               | Com      | Com       | Com       | Com      |
| Any  | Pel·lícula                                               | Director | Guionista | Productor | Muntador |
| ---- | -------------------------------------------------------- | -------- | --------- | --------- | -------- |
| 1985 | Mala Noche                                               | Sí       | Sí        | Sí        | Sí       |
| 1989 | Drugstore Cowboy                                         | Sí       | Sí        |           |          |
| 1991 | My Own Private Idaho                                     | Sí       | Sí        |           |          |
| 1993 | Elles també es deprimeixen (Even Cowgirls Get the Blues) | Sí       | Sí        | Sí        | Sí       |
| 1995 | Tot per un somni (To Die For)                            | Sí       |           |           |          |
| 1997 | Good Will Hunting                                        | Sí       |           |           |          |
| 1998 | Psycho                                                   | Sí       |           | Sí        |          |
| 2000 | A la recerca d'en Forrester (Finding Forrester)          | Sí       |           |           |          |
| 2002 | Gerry                                                    | Sí       | Sí        |           | Sí       |
| 2003 | Elephant                                                 | Sí       | Sí        |           | Sí       |
| 2005 | Last Days                                                | Sí       | Sí        |           | Sí       |
| 2006 | Paris, je t'aime                                         | Sí       | Sí        |           |          |
| 2007 | Paranoid Park                                            | Sí       | Sí        |           | Sí       |
| 2008 | Em dic Harvey Milk (Milk)                                | Sí       |           |           |          |
| 2011 | Restless                                                 | Sí       |           | Sí        |          |
| 2012 | Promised Land                                            | Sí       |           |           |          |
| 2015 | The Sea of Trees                                         | Sí       |           |           |          |
| 2018 | Don't Worry, He Won't Get Far on Foot                    | Sí       | Sí        |           | Sí       |

També ha dirigit altres obres, com anuncis publicitaris, vídeos musicals, curtmetratges, l'episodi pilot de Boss (2011) o la primera part de la minisèrie de televisió When We Rise (2016).

## Premis i nominacions

### Premis
- Berlinale:
  - Premi Teddy al millor curtmetratge per Five Ways to Kill Yourself i per My New Friend (1987)
  - Premi C.I.C.A.E. per Drugstore Cowboy (1990)
  - Premi de l'Associació Alemanya de Cinemes per Finding Forrester (2001)
- Festival Internacional de Cinema de Canes:
  - Premi del 60è aniversari per Paranoid Park (2007)
  - Palma d'Or i Millor direcció per Elephant (2003)[1]
- Festival Internacional de Cinema de Toronto:
  - Premi de la Crítica Internacional per My Own Private Idaho (1991)[5]
  - Menció especial per Gerry (2002)
- Festival Internacional de Cinema Gai i Lèsbic de Torino: premi a Mala Noche (1988)
- Premis Independent Spirit: Millor guió per Drugstore Cowboy (1990) i My Own Private Idaho (1992)[5]
- Razzie Awards: Pitjor director per Psycho (1999)

### Nominacions
- Oscar al millor director per Good Will Hunting (1998) i per Em dic Harvey Milk (2009)
- Berlinale: Os d'Or per Good Will Hunting (1998) i Finding Forrester (2001)
- Festival Internacional de Cinema de Canes: Palma d'Or per Last Days (2005) i per Paranoid Park (2007)
- Festival Internacional de Cinema de Locarno: Lleopard d'Or per Gerry (2002)
- Festival Internacional de Cinema de Venècia: Lleó d'Or per My Own Private Idaho (1991)
- César a la millor pel·lícula estrangera per Elephant (2004) i Em dic Harvey Milk (2010)
- David di Donatello a la millor pel·lícula estrangera per Em dic Harvey Milk (2010)
- Bodil a la millor pel·lícula estatunidenca per Elephant (2005), Paranoid Park (2008) i Em dic Harvey Milk (2010)
- Premis Independent Spirit: Millor director per Drugstore Cowboy (1990), My Own Private Idaho (1992),[5] Gerry (2003), Elephant (2004) i Paranoid Park (2008)
- Satellite Awards: Millor director per Good Will Hunting (1998) i per Em dic Harvey Milk (2008)